# Lendou
Der Lendou ist ein Fluss in Frankreich, der in der Region Okzitanien verläuft. Er entspringt an der Gemeindegrenze von Lhospitalet und Pern, entwässert generell Richtung Südwest und mündet nach rund 30 Kilometern im Gemeindegebiet von Saint-Amans-de-Pellagal als linker Nebenfluss in die Petite Barguelonne, die manchmal auch Barguelonnette genannt wird. Auf ihrem Weg durchquert der Lendou die Départements Lot und Tarn-et-Garonne.

## Orte am Fluss
(Reihenfolge in Fließrichtung)
- Lhospitalet
- Cézac
- Saint-Cyprien
- Saint-Laurent-Lolmie
- Lauzerte
- Saint-Amans-de-Pellagal